# Girondins de Bordeaux
Football Club des Girondins de Bordeaux, kortweg Bordeaux, is een Franse voetbalclub uit Bordeaux. Het was een van de meest succesvolle clubs in Frankrijk en had op het moment van haar ondergang de meeste Europese wedstrijden gespeeld van alle Franse voetbalclubs. De club werd zes keer landskampioen.
De aartsrivaal van Bordeaux is Toulouse FC. Wedstrijden tegen Toulouse worden ook wel de Derby de la Garonne genoemd. De andere rivalen zijn Olympique Marseille, Olympique Lyon en Paris Saint-Germain.
Na te zijn teruggezet naar de derde divisie besloot de club op 25 juli 2024 om de status van professionele club in te leveren.

## Geschiedenis

### Beginjaren
Girondins de Bordeaux is als brede sportvereniging opgericht op 1 oktober 1881 onder de naam Société de gymnastique et de tir des Girondins. Wat betreft de naam: een Girondin in de naam van de club verwijst niet (niet direct althans) naar de politieke richting in de Franse Revolutie (1789) maar naar het departement, Gironde, waarin Bordeaux gelegen is. Onder druk van Raymond Brard werd in 1910 gestart met een voetbalafdeling. Het voetbal in de stad werd op dat moment gedomineerd door Stade Bordelais. Na één jaar werd hiermee gestopt en in 1919 werd de voetbalafdeling heropgericht. Na enkele fusies werd de naam Girondins Guyenne Sport. Na een nieuwe fusie met Argus Sport werden de clubkleuren van deze laatste (wit-marineblauw) overgenomen. De eerste officiële wedstrijd, tegen Burdigalienne, werd verloren met 12-0 in 1920. Geen voortreffelijke start dus.
In 1932 wordt het eerste noemenswaardige resultaat geboekt: een plaats in de achtste finale van de Franse bekercompetitie. Les Bordelais worden uitgeschakeld door Olympique Lillois: met 1-0 dit keer. Datzelfde jaar werd de Franse profcompetitie opgericht. Het zijn niet de Girondins die het profstatuut aannemen, maar wel SC La Bastidienne en Club Deportivo Espagnol. De Franse voetbalbond was hier niet zo gelukkig mee en hanteerde het principe één stad, één club (met uitzondering van de hoofdstad Parijs) en beide profclubs moesten gedwongen fuseren. De club nam de naam Hispano-Bastidienne aan. Na één jaar werd de fusie ongedaan gemaakt en werden beide clubs amateurverenigingen. Bordeaux, een van de grotere steden in Frankrijk, moest het de volgende twee seizoenen daarom stellen zonder profclub in een van de twee hoogste klassen.

### Profclub en eerste prijs
Op 2 juli 1936 fuseerde Girondins Guyenne Sport met Bordeaux FC en nam zo de naam FC Girondins de Bordeaux aan en nam ook het profstatuut aan. De eerste wedstrijd als professionele club, in 1937 in de Ligue 2, tegen Toulouse FC wordt verloren met 3-2. De eerste thuiswedstrijd werd wel gewonnen tegen Olympique Nîmes. Op 15 oktober 1940 fuseerde de club met AS du Port.
In 1941 behaalde Bordeaux een echte prijs: de Beker. Red Star, Toulouse en SC Fives werden allen uitgeschakeld. Girondins zou de Franse Cup nog twee keer winnen; in 1986 en het jaar daarna. Beide malen werd Olympique Marseille in de finale verslagen. In de jaren 40, 50 en 60 verloor de club zes maal de bekerfinale. Tijdens de Tweede Wereldoorlog speelde de club in de officieuze oorlogscompetitie, die verdeeld was in regionale zones en speelde mee in de subtop.

### Division
Na de oorlog mocht de club in de Division starten, hoewel de club voor de oorlog niet gepromoveerd was. Na twee seizoenen degradeerde de club en kon in 1949 opnieuw promoveren. Girondins maakte een rentree in stijl en werd als promovendus meteen landskampioen met een voorsprong van zes punten op Lille OSC. Op dat moment had nog geen enkele club zo'n grote voorsprong gehad als kampioen. Tot 1955 eindigde de club steevast in de top zes en degradeerde dan in 1955/56. Na drie seizoenen promoveerde de club terug, maar werd meteen terug naar de Division 2 verwezen. Salvador Artigas leidde de club na twee seizoenen terug naar de Division 1 en eindigde daar meteen in de subtop en eindigde de rest van de jaren zestig in de top tien en flirtte met de titel, maar werd drie keer tweede en verloor ook drie keer de bekerfinale. In deze periode nam de club ook een aantal maal deel aan de Jaarbeursstedenbeker, maar kon hierin geen potten breken. Na een vijfde plaats in 1970/71 eindigde de club de rest van de jaren zeventig in de middenmoot.

### Topjaren
In 1978 werd Claude Bez voorzitter van de club. Hij had ambitieuze plannen en de jaren tachtig zouden zeer succesvol worden. In 1979/80 stond de club onder leiding van Luis Carniglia na dertien speeldagen op een degradatieplaats. Bez ontsloeg Carniglia en nam Raymond Goethals aan. Hij leidde de club naar een zesde plaats, de beste notering sinds 1971, Goethals bleef wel maar één seizoen. Speler Omar Sahnoun overleed dat seizoen wel op 25-jarige leeftijd. Enkele maanden later werd zijn zoon Nicolas geboren, die later ook voor Bordeaux zou spelen. De volgende seizoenen deed de club het nog beter met een derde en een vierde plaats. In het Europees seizoen 1982/83 bereikte de club voor het eerst de derde ronde. In 1983/84 werd de tweede landstitel binnen gehaald. In de Europacup I bereikte de club de halve finale en verloor daar van Juventus. De titel werd geprolongeerd, maar een nieuw Europees avontuur werd door het Turkse Fenerbahçe in de kiem gesmoord in de eerste rond. Na een derde plaats in de competitie won de club de Coupe de France en bereikte in de Europacup II opnieuw de halve finale en verloor daar, na penalty's, van Lokomotive Leipzig. In de competitie werd opnieuw de landstitel gehaald. In 1988 en 1990 werd de club nog vicekampioen. In 1990/91 werd de club tiende, maar omwille van financiële problemen besliste de bond om de club te degraderen naar de tweede klasse.

### Terugkomst
Na één seizoen keerde de club als kampioen van de Division 2 terug en werd meteen vierde. Twee jaar later werd de club zevende en plaatste zich hierdoor voor de Intertoto Cup. Via dit achterpoortje plaatste Bordeaux zich ook voor de UEFA Cup. Na enkele rondes was de club goed op dreef. In de kwartfinale leek de club uitgeteld na een 2-0 nederlaag tegen AC Milan, maar in de terugwedstrijd maakte de club de achterstand helemaal goed door met 3-0 te winnen. Nadat de club Slavia Praag versloeg in de halve finale bereikten Les Bordelais voor het eerst de finale van een groot Europees toernooi. De tegenstander van dienst was Bayern München en de Duitse club won beide wedstrijden. Bekende spelers uit deze campagne zijn Christophe Dugarry, Bixente Lizarazu en Zinédine Zidane. Ondanks deze glansprestatie in Europa was het seizoen niet volledig geslaagd omdat in de competitie slechts de zestiende plaats bereikt werd. Met een vierde en vijfde plaats de volgende seizoenen was de club echter helemaal terug.

### 1998 - 2021
In 1998/99 werd de club voor de vijfde keer kampioen. Tot op de laatste speeldag streed de club samen met Olympique de Marseille voor de titel. Bordeaux had voor de laatste speeldag één punt voorsprong op Marseille dat tegen Nantes moest spelen en in de 38ste minuut scoorde. Bij Bordeaux stond het lang gelijk waardoor de titel verloren leek, maar in de 89ste minuut scoorde Bordeaux tegen PSG en lijfde zo de vijfde titel binnen. In de Champions League stootte de club door naar de twee groepsfase, maar moest daar zijn meerdere erkennen in clubs uit Engeland, Spanje en Italië. De volgende vier seizoenen plaatse de club zich telkens voor de UEFA Cup en drong één keer door tot de kwartfinale. Na twee teleurstellende plaatsen werd de club vicekampioen in 2005/06. In 2008 werd de club in de derde ronde van de UEFA Cup verslagen door RSC Anderlecht, maar in de competitie werd wel opnieuw de tweede plaats bereikt.
In het seizoen 2008-2009 werd de hegemonie van Olympique Lyon in de Ligue 1 doorbroken. Bordeaux speelde een sublieme tweede seizoenshelft en wist uiteindelijk Olympique Marseille en Lyon van zich af te houden. Een competitie record van elf gewonnen wedstrijden achter elkaar deed Bordeaux haar zesde titel in historie opeisen. Het succesvolle elftal van trainer Laurent Blanc won de laatste competitiewedstrijd (0-1 tegen Caen) dankzij een doelpunt van Yoan Gouffran waardoor concurrent Marseille op drie punten achterstand werd gehouden.
Bordeaux wist zijn titel niet te prolongeren en greep door de zesde plaats zelfs naast Europees voetbal. Ook de seizoenen daarna was het niet best en ondanks de vijfde plaats in 2012 mocht het Europa niet in door mindere resultaten van Franse clubs in Europa. In 2013 eindigde het als zevende maar mag het wel Europees spelen doordat ze in de finale van de Coupe de France Evian wisten te verslaan.

### 2022 - heden
Het voetbaljaargang 2021/2022 verloopt voor Girondins Bordeaux goed. De ploeg is namelijk door de FFF teruggezet naar Ligue 2 vanwege financiële problemen, maar dit wordt in de voorbereiding op het nieuwe seizoen teruggedraaid. Hierdoor mag de Franse club toch wél beginnen in de Ligue 1. Een sportief succes wordt dit echter niet. Bordeaux eindigt op de laatste plaats in de competitie en degradeert hierdoor voor het eerst in 30 jaar naar Ligue 2. Een aantal weken na de degradatie volgt nog slechter nieuws. De Commission Fédérale du Contrôle verwijdert Bordeaux namelijk per direct uit het Franse profvoetbal. In 2021 dacht de club met een nieuwe koper de problemen op te kunnen lossen. Dat is echter niet gelukt, waardoor de financiële toezichthouder van de Franse bond gedwongen werd hard op te treden.  De ploeg slaagt erin om enkele financiële herschikkingen te doen en verschillende spelers te verkopen, waardoor op 25 juli 2022 het "Comité national olympique et sportif français", dat uitspraak in beroep doet, beslist om de ploeg voor het seizoen 2022-2023 toe te laten in Ligue 2.In augustus 2024 werd de club teruggezet naar de National 2, de vierde klasse. 

### Coupe de France
Na het winnen van de beker in 1986 en 1987, werd Bordeaux in de daaropvolgende seizoenen vaak in een vroeg stadium uitgeschakeld in de Coupe de France. In het andere bekertoernooi, de Coupe de la Ligue, heeft Bordeaux de laatste tijd wel weer successen behaald. Na een verloren finale in 1998 tegen Paris Saint-Germain (2-2 na verlenging, 4-2 met strafschoppen) won Bordeaux in de finales van 2002 ten koste van Lorient (3-0), in 2007 ten koste van de landskampioen Lyon (1-0) en in 2009 ten koste van tweededivisieclub Vannes (4-0).

### Spelers

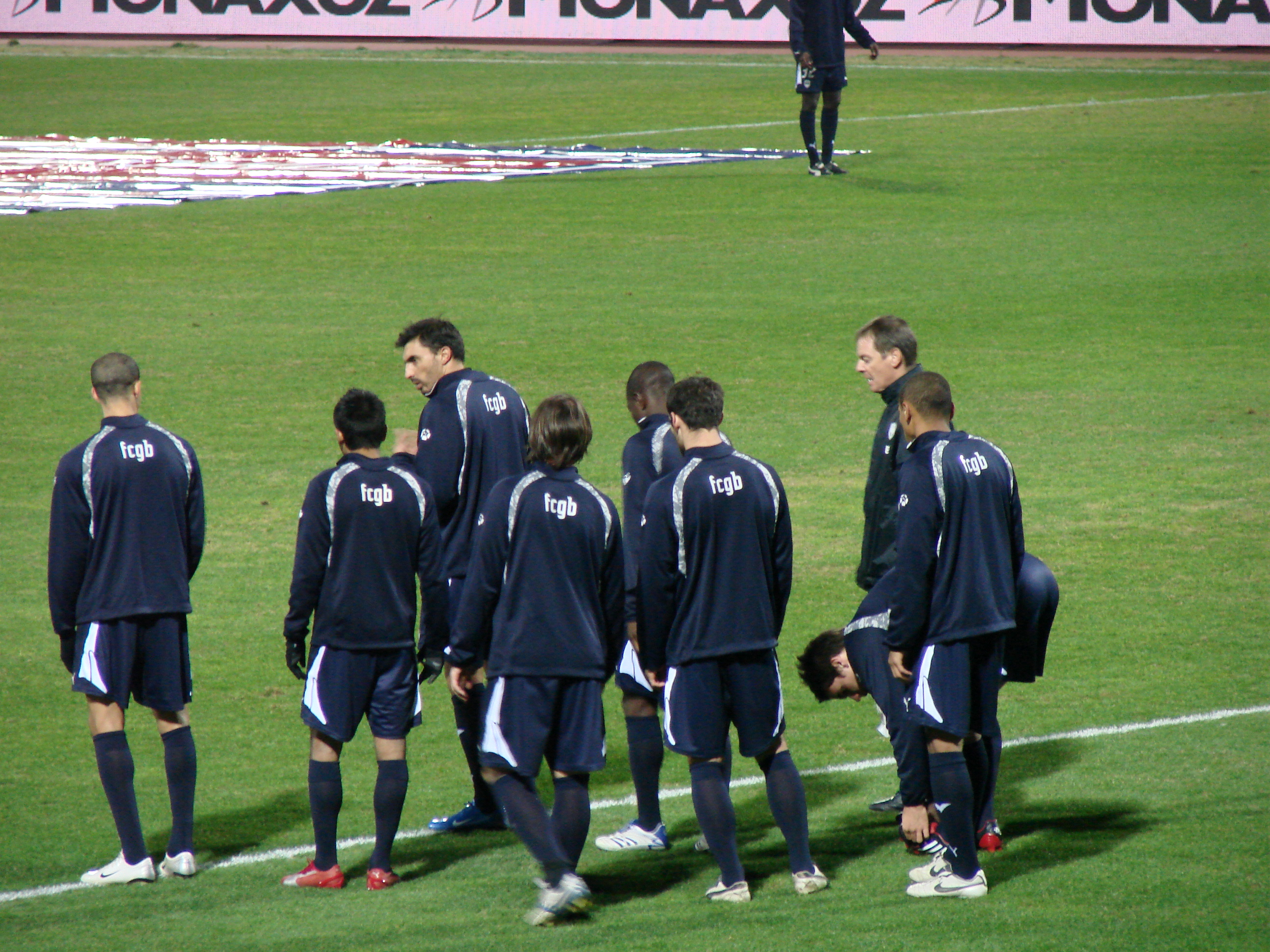
Girondins de Bordeaux

De beste speler die het shirt van FC Girondins de Bordeaux droeg, is Zizou, Zinédine Zidane. Zidane speelde vanaf 1992/93 vier seizoenen voor de club. Alain Giresse speelde de meeste wedstrijden voor Marine et Blanc (519) en maakte ook de meeste doelpunten (158).
De beste Nederlander die bij Bordeaux heeft gespeeld is Bertus 'de Goddelijke kale' de Harder. Hij speelde er van 1949 tot en met 1956 en was een van de eerste Nederlandse prof-voetballers die zijn geluk in een buitenlandse competitie beproefde. De Harder is ereburger van de stad Bordeaux geworden samen met zijn teamgenoten bij het behalen van het eerste landskampioenschap in 1950.

## Erelijst

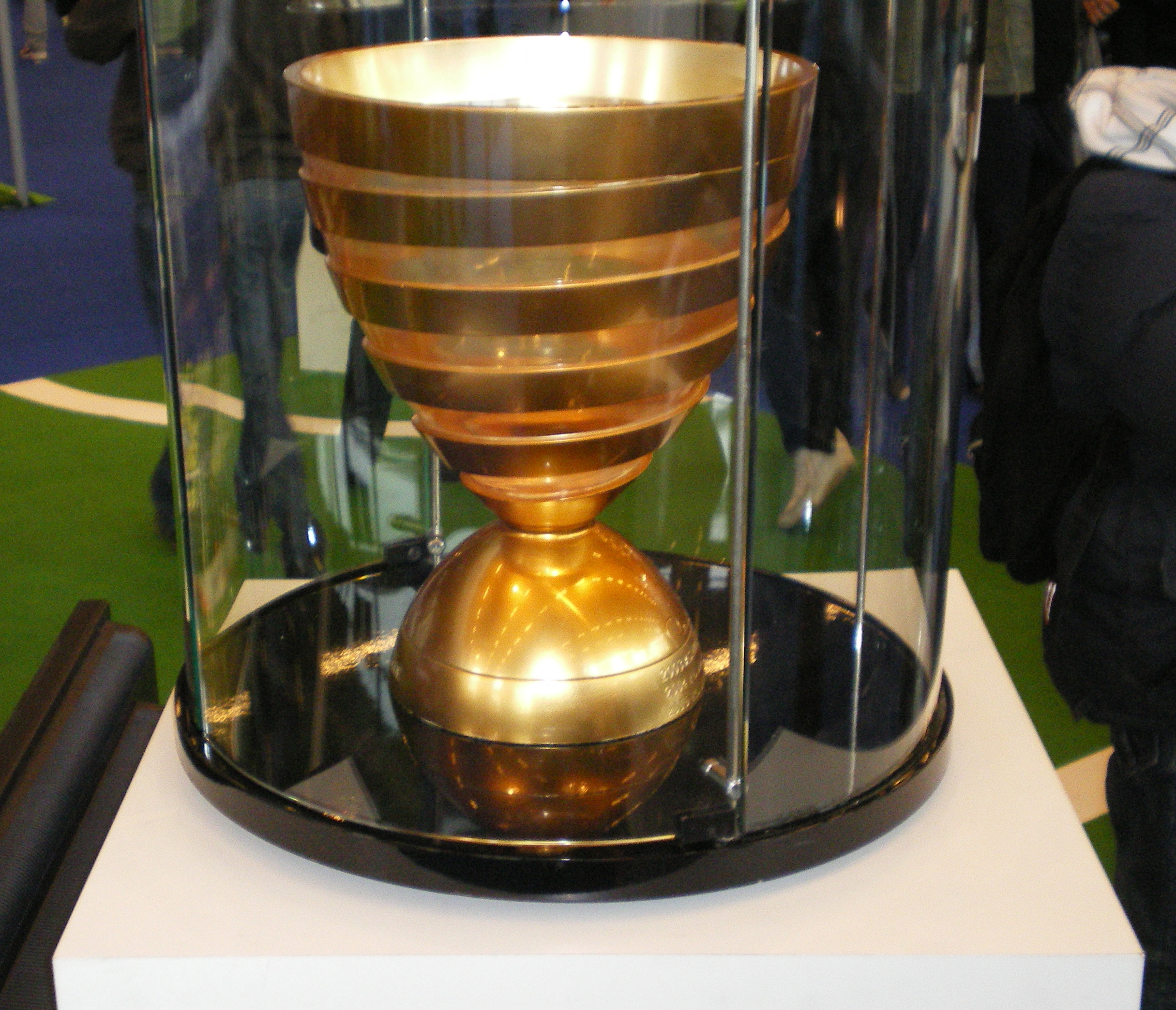
De "Coupe de la Ligue" trofee (3x)

| Internationaal        |    |                                                      |
| UEFA Intertoto Cup    | 1x | 1995                                                 |
| Alpencup              | 1x | 1980                                                 |
| Nationaal             |    |                                                      |
| Division 1/Ligue 1    | 6x | 1949/50, 1983/84, 1984/85, 1986/87, 1998/99, 2008/09 |
| Trophée des Champions | 3x | 1986, 2008, 2009                                     |
| Coupe de France       | 4x | 1941, 1986, 1987, 2013                               |
| Coupe de la Ligue     | 3x | 2002, 2007, 2009                                     |
| Division 2            | 1x | 1992                                                 |
| Championnat National  | 3x | 1937, 1944, 1953 (reserveteams)                      |

## Stadion

### Nouveau Stade Bordeaux
De club uit Bordeaux speelt sinds 2015 zijn thuiswedstrijden in het Nouveau Stade Bordeaux. Vanwege een sponsor overeenkomst met verzekeraar Matmut, heet het stadion de komende 10 jaar Matmut Atlantique. Het multifunctionele stadion is gebouwd als opvolger van Stade Jacques Chaban-Delmas, dat in 1938 gebouwd is voor de in Frankrijk georganiseerde Coupe du Monde. De oorspronkelijke naam van de voormalige thuishaven van de Girondins is Parc Lescure.

## Overzichtslijsten

### Eindklasseringen sinds 1946
- 1946 14e
Division Nationale
- 1947 18e
Division Nationale
- 1948 5e
Division Interrégionale
- 1949 2e
Division Interrégionale
- 1950 1e
Division Nationale
- 1951 6e
Division Nationale
- 1952 2e
Division Nationale
- 1953 3e
Division Nationale
- 1954 3e
Division Nationale
- 1955 6e
Division Nationale
- 1956 17e
Division Nationale
- 1957 5e
Division Interrégionale
- 1958 5e
Division Interrégionale
- 1959 4e
Division Interrégionale
- 1960 20e
Division Nationale
- 1961 8e
Division Interrégionale
- 1962 3e
Division Interrégionale
- 1963 4e
Division Nationale
- 1964 7e
Division Nationale
- 1965 2e
Division Nationale
- 1966 2e
Division Nationale
- 1967 4e
Division Nationale
- 1968 8e
Division Nationale
- 1969 2e
Division Nationale
- 1970 6e
Division Nationale
- 1971 5e
Division Nationale
- 1972 12e
Division Nationale
- 1973 14e
Division 1
- 1974 14e
Division 1
- 1975 12e
Division 1
- 1976 10e
Division 1
- 1977 10e
Division 1
- 1978 16e
Division 1
- 1979 10e
Division 1
- 1980 6e
Division 1
- 1981 3e
Division 1
- 1982 4e
Division 1
- 1983 2e
Division 1
- 1984 1e
Division 1
- 1985 1e
Division 1
- 1986 3e
Division 1
- 1987 1e
Division 1
- 1988 2e
Division 1
- 1989 13e
Division 1
- 1990 2e
Division 1
- 1991 10e
Division 1
- 1992 1e
Division 2
- 1993 4e
Division 1
- 1994 4e
Division 1
- 1995 7e
Division 1
- 1996 16e
Division 1
- 1997 4e
Division 1
- 1998 5e
Division 1
- 1999 1e
Division 1
- 2000 4e
Division 1
- 2001 4e
Division 1
- 2002 6e
Division 1
- 2003 4e
Ligue 1
- 2004 12e
Ligue 1
- 2005 15e
Ligue 1
- 2006 2e
Ligue 1
- 2007 6e
Ligue 1
- 2008 2e
Ligue 1
- 2009 1e
Ligue 1
- 2010 6e
Ligue 1
- 2011 7e
Ligue 1
- 2012 5e
Ligue 1
- 2013 7e
Ligue 1
- 2014 7e
Ligue 1
- 2015 6e
Ligue 1
- 2016 11e
Ligue 1
- 2017 6e
Ligue 1
- 2018 6e
Ligue 1
- 2019 14e
Ligue 1
- 2020 12e
Ligue 1
- 2021 12e
Ligue 1
- 2022 20e
Ligue 1
- 2023 3e
Ligue 2
- 2024 12e
Ligue 2

- Niveau 1
- Niveau 2

### Bordeaux in Europa
Girondins de Bordeaux speelt sinds 1964 in diverse Europese competities. Hieronder staan de competities en in welke seizoenen de club deelnam:
- Champions League (4x)

1999/00, 2006/07, 2008/09, 2009/10
- Europacup I (3x)

1984/85, 1985/86, 1987/88
- Europacup II (2x)

1968/69, 1986/87
- UEFA Europa League (5x)

2012/13, 2013/14, 2015/16, 2017/18, 2018/19
- UEFA Cup (17x)

1981/82, 1982/83, 1983/84, 1988/89, 1990/91, 1993/94, 1994/95, 1995/96, 1997/98, 1998/99, 2000/01, 2001/02, 2002/03, 2003/04, 2006/07, 2007/08, 2008/09
- Intertoto Cup (1x)

1995
- Jaarbeursstedenbeker (5x)

1964/65, 1965/66, 1966/67, 1967/68, 1969/70
Bijzonderheden Europese competities:
| Bijzonderheid                 | Datum      | Tegenstander       | Uitslag | Plaats   | Naam               | Aantal |
| ----------------------------- | ---------- | ------------------ | ------- | -------- | ------------------ | ------ |
| Hoogste overwinning           | 29-09-1982 | FC Carl Zeiss Jena | 5-0     | Bordeaux |                    |        |
| Hoogste overwinning           | 28-09-1993 | Bohemians FC       | 5-0     | Bordeaux |                    |        |
| Hoogste overwinning           | 17-09-2002 | FK Púchov          | 5-0     | Bordeaux |                    |        |
| Hoogste nederlaag             | 16-03-1999 | AC Parma           | 0-6     | Parma    |                    |        |
| Speler met meeste wedstrijden | 08-12-2009 |                    |         |          | Ulrich Ramé        | 70     |
| Speler met meeste doelpunten  | 17-09-2002 |                    |         |          | Christophe Dugarry | 17     |

UEFA Club Ranking: 122 (01-10-2021)

## Bekende (oud-)Les Girondins

### Spelers
- Éric Cantona
- Albert Celades
- Marouane Chamakh
- Didier Deschamps
- Raymond Domenech
- Christophe Dugarry
- Alain Giresse
- Yoann Gourcuff
- Wim Kieft
- Bernard Lacombe
- Bixente Lizarazu [5][6]
- Rio Antonio Mavuba
- Stanley Menzo
- Johan Micoud
- Kiki Musampa
- Jesper Olsen
- Pauleta
- Marc Planus
- Ulrich Ramé
- Albert Riera
- Gernot Rohr
- Jean Tigana
- Marc Wilmots
- Richard Witschge
- Zinédine Zidane

### Trainers
- Élie Baup
- Laurent Blanc
- Francis Gillot
- Jocelyn Gourvennec
- Gustavo Poyet
- Albert Riera
- Gernot Rohr
- Willy Sagnol
- Paulo Sousa

## Vrouwenvoetbal
De club heeft ook een vrouwenteam die op dit moment uitkomt in de Ligue 1 voor Vrouwen.
1 Johnsson ·
2 Gregersen ·
4 Bokele ·
5 Barbet  ·
6 Ihnatenko ·
8 Sissokho ·
9 Vipotnik ·
10 Weissbeck ·
11 Pitu ·
13 Strączek ·
14 N'Simba ·
17 Elis ·
18 Biumla ·
19 Ekomié ·
20 Díaz ·
22 De Amorim ·
24 Marcelin ·
26 Depussay ·
29 Livolant ·
30 Davitasjvili ·
34 Michelin ·
40 Bedfian ·
72 Cassubie ·
77 Badji ·
81 De Lima ·
91 Tebili ·
97 Rouyard ·
99 Swiderski ·
Coach: Guion
· Assistent-coach: Plašil
· Keeperstrainer: Coupet